# Maine Coon

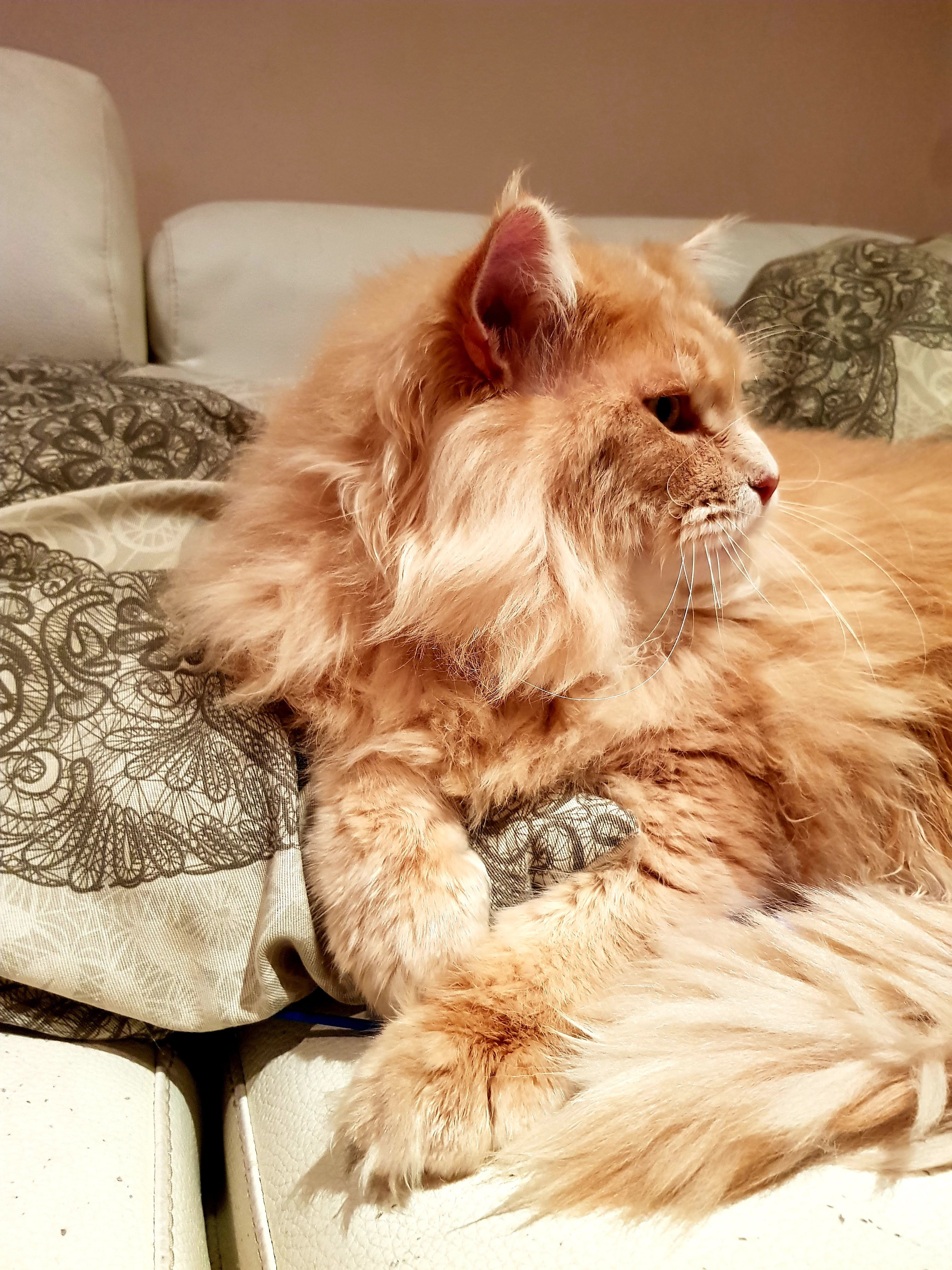

El Maine Coon es una gran raza de gato domesticado. Tiene una apariencia física distintiva y valiosas habilidades de caza. Es una de las razas naturales más antiguas de América del Norte. La raza se originó en el estado de Maine (Estados Unidos).
No existen registros de los orígenes exactos del Maine Coon y la fecha de introducción a Estados Unidos, por lo que se han sugerido varias hipótesis en competencia, siendo la sugerencia más creíble que está estrechamente relacionado con el gato bosque noruego y el siberiano. La raza era popular en las exposiciones de gatos a finales del siglo XIX, pero su existencia se vio amenazada cuando se introdujeron razas de pelo largo del extranjero a principios del siglo XX. Desde entonces, el Maine Coon ha regresado y ahora es una de las razas de gatos más populares en Estados Unidos.
El Maine Coon es un gato grande y sociable, de ahí su apodo, "el gigante gentil". Se caracteriza por una gorguera prominente a lo largo de su pecho, una estructura ósea robusta, una forma de cuerpo rectangular, un pelaje desigual de dos capas con pelos protectores más largos sobre una capa interna de raso sedoso y una cola larga y tupida. Los colores de la raza varían ampliamente, y solo el lila y el chocolate no están permitidos para el pedigrí. Apreciado por su inteligencia y personalidad juguetona y gentil, es a menudo citado por tener características de "perro". Los profesionales notan ciertos problemas de salud recurrentes en la raza, incluida la miocardiopatía hipertrófica felina y la displasia de cadera, pero los criadores de renombre utilizan métodos de detección modernos para minimizar la frecuencia de estos problemas.
Suelen ser frecuentes los casos de polidactilia y esta variación es aceptable dentro de los estándares generales de evaluación de la raza, e incluso está certificada por separado por algunas organizaciones como TICA.

## Historia
Se desconocen los orígenes ancestrales del Maine Coon —solo hay especulaciones y cuentos populares. Una historia involucra a María Antonieta, la reina de Francia ejecutada en 1793. La historia cuenta que antes de su muerte, intentó escapar de Francia con la ayuda del capitán Samuel Clough. Cargó el barco de Clough con sus posesiones más preciadas, incluidos seis de sus gatos favoritos angora turco (o posiblemente siberianos). Aunque ella no llegó a Estados Unidos, según esa leyenda todas sus mascotas lograron llegar a salvo a la costa de Wiscasset, donde se reprodujeron con otras razas de pelo corto y se convirtieron en la raza moderna de Maine Coon.

## Descripción
El Maine Coon es un gato grande y sociable, de ahí su apodo, "el gigante gentil". Se caracteriza por una gorguera prominente a lo largo de su pecho, una estructura ósea robusta, una forma de cuerpo rectangular, un pelaje desigual de dos capas con pelos protectores más largos sobre una capa interna de raso sedoso y una cola larga y tupida.

### Características
El Maine Coon es un gato de pelo largo o mediano. El pelaje es suave y sedoso, aunque la textura puede variar según el color del pelaje. La longitud es más corta en la cabeza y los hombros y más larga en el estómago y los flancos, y algunos gatos tienen una gorguera leonina alrededor del cuello. El pelaje está sujeto a variaciones estacionales, siendo el pelaje más grueso en invierno y más delgado durante el verano.
Puede tener cualquier color de pelaje, que puedan tener otros gatos. Los colores que indican mestizaje, como chocolate, lavanda, los patrones puntiagudos siameses o los patrones " marcados ", no son aceptados por algunos estándares de raza (el patrón marcado, por ejemplo, es aceptado por TICA y CFA). El patrón más común que se ve en la raza es el tabby marrón. Todos los colores de ojos se aceptan según los estándares de la raza, con la excepción de los ojos azules o extraños (es decir, heterocromía, o dos ojos de diferentes colores) en gatos que poseen colores de pelaje que no sean blancos.

### Hábitos
Los Maine Coon tienen varias adaptaciones físicas para sobrevivir en climas invernales duros. Su pelaje denso resistente al agua es más largo y peludo en la parte inferior y trasera para una protección adicional cuando caminan o se sientan sobre superficies mojadas de nieve o hielo. Su cola larga y tupida, parecida a la de un mapache, es resistente a hundirse en la nieve y se puede enrollar alrededor de la cara y los hombros para calentarse y protegerse del viento y la nieve. Incluso se puede enrollar alrededor de su parte trasera como un cojín de asiento aislado cuando se sienta en una superficie congelada. Las patas grandes, y especialmente las patas extragrandes de los polidáctilos Maine Coons, facilitan caminar sobre la nieve y, a menudo, se comparan con raquetas de nieve. Los largos mechones de pelo que crecen entre los dedos de los pies ayudan a mantener los dedos calientes y ayudan aún más a caminar sobre la nieve al darles a las patas una estructura adicional sin un peso adicional significativo. Las orejas muy peludas con mechones de pelo extra largos que crecen desde el interior pueden mantenerse calientes más fácilmente.

### Personalidad

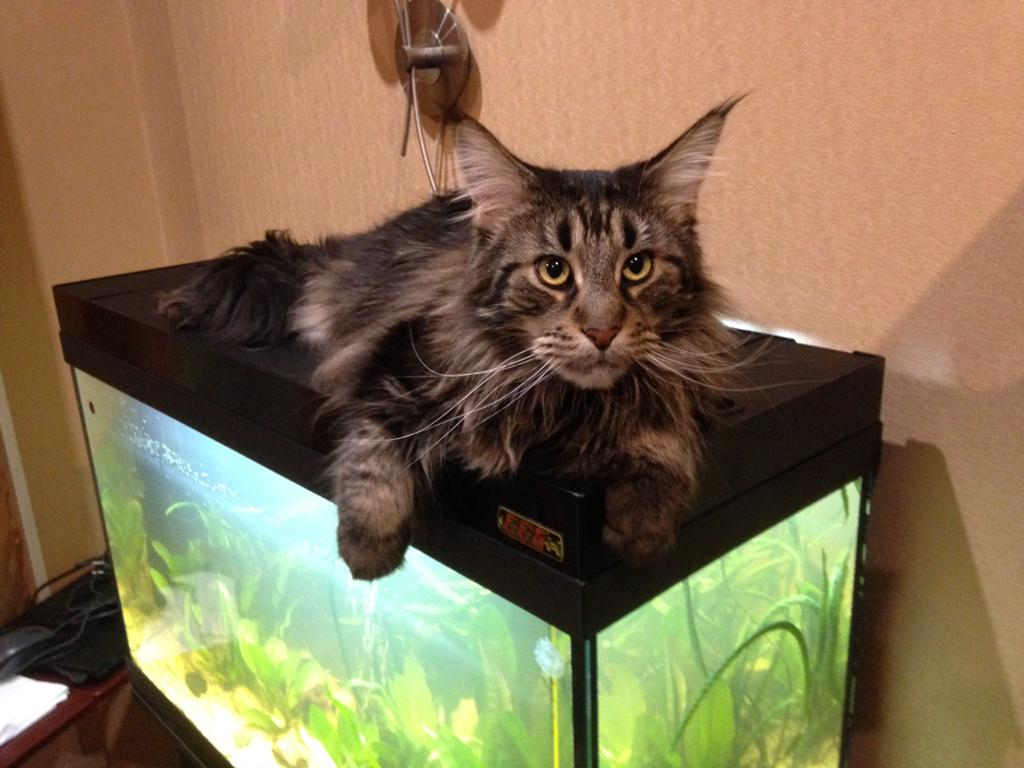
Un macho de cuatro años.

Los Maine Coon son conocidos como los "gigantes gentiles" y poseen una inteligencia superior a la media, lo que los hace relativamente fáciles de entrenar. Son conocidos por ser leales a su familia y cautelosos con los extraños, pero son independientes y no pegajosos. El Maine Coon generalmente no es conocido por ser un "gato faldero", pero su disposición amable hace que la raza se relaje con perros, otros gatos y niños. Muchos Maine Coon tienen fascinación por el agua y algunos especulan que este rasgo de personalidad proviene de sus antepasados, que estuvieron a bordo de barcos durante gran parte de sus vidas. Los Maine Coons también son conocidos por ser gatos muy vocales, que utilizan trinos y chirridos para comunicar sus necesidades físicas y emocionales, es decir, hambre, sed y ganas de jugar. Su frecuente chirrido y trino es a menudo un signo de felicidad y emoción. También emiten otras vocalizaciones fuertes, como aullidos o aullidos.

### Tamaño
El Maine Coon fue considerado la raza más grande de gatos domésticos hasta la introducción del Savannah a mediados de la década de 1980, y sigue siendo la raza no híbrida más grande. En promedio, los varones pesan de 5,9 a 8,2 kg, con hembras de 3,6 a 5,4 kg. La altura de los adultos puede variar entre 25,4 y 40,6 cm y pueden alcanzar una longitud de hasta 97 cm, incluida la cola, que puede alcanzar una longitud de 36 cm y es larga, afilada y densamente peluda, casi parecida a la cola de un mapache. El cuerpo es sólido y musculoso, lo cual es necesario para soportar su peso, y el pecho es amplio. Los Maine Coons poseen una forma de cuerpo rectangular y tardan en madurar físicamente; su tamaño completo normalmente no se alcanza hasta que tienen entre tres y cinco años, mientras que otros gatos tardan alrededor de un año.
En 2010, el Guinness World Records aceptó a un Maine Coon macho de raza pura llamado "Stewie" como el "Gato más largo", que mide 123 cm desde la punta de su nariz hasta la punta de su cola. Stewie murió de cáncer el 4 de febrero de 2013 en Reno a los 8 años. A partir de 2015, el poseedor del récord vivo de "Gato más largo" es "Ludo", que mide 118,33 cm. Vive en Wakefield, Reino Unido. En mayo de 2018 el Maine Coon "Barivel" midió 120 centímetros, lo que lo convierte en el actual poseedor de la marca. Los Maine Coon grandes pueden superponerse en longitud con los linces euroasiáticos, aunque con una estructura mucho más liviana y una altura más baja.

### Dieta
Los gatos Maine Coon siguen una dieta basada en proteínas animales. Como todos los demás gatos, son carnívoros obligados. Necesitan consumir altos niveles de proteínas para alimentar sus altos niveles de actividad y mantener su cuerpo en forma y saludable. Los alimentos secos ricos en proteínas y bajos en granos, los alimentos húmedos, los alimentos crudos o una combinación de los tres son los mejores para los gatitos y gatos Maine Coon.

## Salud
Datos de seguros de mascotas obtenidos de un estudio entre 2003 y 2006 en Suecia sitúa la vida media del Maine Coon en 12,5 años. Un 74 % vivió hasta los 10 años o más y el 54 % vivió hasta los 12,5 años o más. Los Maine Coons son generalmente una raza saludable y resistente que está adaptada para sobrevivir al clima de Nueva Inglaterra. La amenaza más grave es la miocardiopatía hipertrófica felina (MCH, por sus siglas en inglés), la enfermedad cardíaca más común que se observa en los gatos, ya sean de raza pura o no. En Maine Coons, se cree que se hereda como un rasgo autosómico dominante. Se cree que los gatos y los machos de mediana edad a mayores están predispuestos a la enfermedad. La MCH es una enfermedad progresiva y puede provocar insuficiencia cardíaca, parálisis de las patas traseras debido a la embolización de coágulos que se originan en el corazón y muerte súbita.

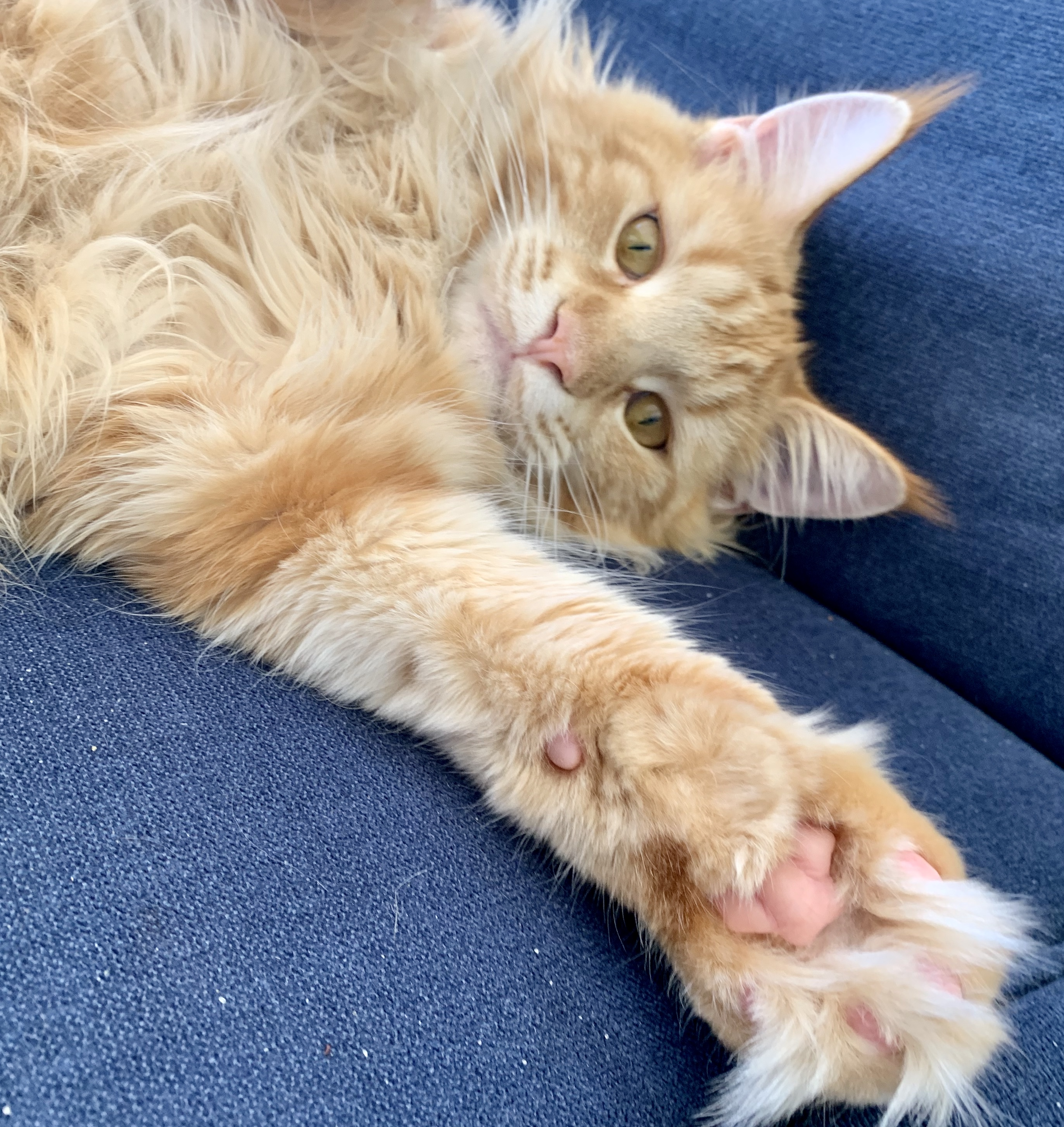
Un Maine Coon con polidactilia

Una mutación específica que causa MCH, para la cual se ofrecen servicios de prueba, se ve en Maine Coons. De todos los Maine Coon examinados para la mutación MyBPC en el Laboratorio de Genética Cardíaca Veterinaria de la Facultad de Medicina Veterinaria de la Universidad Estatal de Washington, aproximadamente un tercio dio positivo. No todos los gatos que dan positivo tendrán signos clínicos de la enfermedad, y algunos Maine Coon con evidencia clínica de miocardiopatía hipertrófica dan negativo para esta mutación, lo que sugiere fuertemente que existe una segunda mutación en la raza. Se encontró que la prevalencia de MCH era del 10,1 % (IC del 95 %: 5,8 -14,3 %) en este estudio. El crecimiento y la nutrición precoces, el tamaño corporal más grande y la obesidad pueden ser modificadores ambientales de la predisposición genética a la MCH.
Otro posible problema de salud es la atrofia muscular espinal (SMA, por sus siglas en inglés), otra enfermedad genéticamente heredada que provoca la pérdida de las neuronas de la médula espinal que activan los músculos esqueléticos del tronco y las extremidades. Los síntomas normalmente se ven dentro de a los 3-4 meses de edad y resultan en atrofia muscular, debilidad muscular y una esperanza de vida más corta. Se ofrece una prueba para detectar los genes responsables de la AME.
La enfermedad renal poliquística (PKD, por sus siglas en inglés) es una afección hereditaria en los gatos que provoca la formación de múltiples quistes (bolsas de líquido) en los riñones. Estos quistes están presentes desde el nacimiento. Inicialmente, son muy pequeños, pero crecen con el tiempo y eventualmente pueden alterar la función renal, lo que resulta en insuficiencia renal. Mientras que los quistes renales se observan con una baja incidencia en los Maine Coons, PKD parece ser un nombre inapropiado en esta raza en particular. En un estudio reciente abarca 8 años, se documentaron quistes renales por ecografía en 7 de 187 Maine Coons sanos inscritos en un programa de evaluación previa a la reproducción. 
Muchos de los gatos Maine Coon originales que habitaban el área de Nueva Inglaterra poseían un rasgo conocido como polidactilia. La polidactilia rara vez se ve en Maine Coons en el ring de exhibición, ya que no está permitido por los estándares de competencia. El gen de la polidactilia es un gen autosómico que ha demostrado que no representa una amenaza para la salud del gato. La polidactilia en los gatos Maine Coon se caracteriza por una amplia diversidad fenotípica. La polidactilia no solo afecta el número de dígitos y la conformación, sino también la conformación del carpo y el tarso. El rasgo casi fue erradicado de la raza debido al hecho de que era un descalificador automático en las pistas de exhibición. Se crearon organizaciones privadas y criadores para preservar la polidactilia en los gatos Maine Coon.

## Popularidad

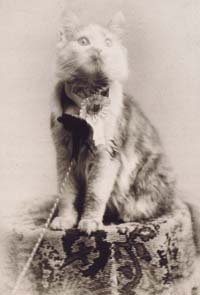
Cosey, la ganadora de la primera exposición de gatos de América del Norte.

La primera mención de los gatos Maine Coon en una obra literaria fue en 1861, en El libro del gato de Frances Simpson (1903). F. R. Pierce, dueño de varios Maine Coons, escribió un capítulo sobre la raza. A fines de la década de 1860, los granjeros ubicados en Maine contaron historias sobre sus gatos y realizaron el concurso "Maine State Champion Coon Cat" en la feria local de Skowhegan.
En 1895, una docena de Maine Coons participaron en un espectáculo en Boston. El 8 de mayo de 1895, se celebró la primera exposición de gatos de América del Norte en el Madison Square Garden de Nueva York. Una hembra atigrada marrón de Maine Coon, llamada Cosey, ingresó al programa. Propiedad de la Sra. Fred Brown, Cosey ganó el collar y la medalla de plata y fue nombrado Best in Show. El collar de plata fue comprado por la Fundación de la Asociación de Criadores de Gatos (CFA, por sus siglas en inglés) con la ayuda de una donación de National Capital Cat Show. El collar se encuentra en la Oficina Central de CFA en la Biblioteca Conmemorativa Jean Baker Rose.
A principios del siglo XX la popularidad del Maine Coon comenzó a declinar con la introducción de otras razas de pelo largo, como el persa, que se originó en el Oriente Medio. La última victoria registrada por un Maine Coon en una exposición felina nacional durante más de 40 años fue en 1911 en una exposición en Portland. La raza rara vez se vio después de eso. El declive fue tan severo que la raza fue declarada extinta en la década de 1950, aunque esta declaración se consideró exagerada y se informó prematuramente en ese momento. El Central Maine Cat Club (CMCC) fue creado a principios de la década de 1950 por Ethylin Whittemore, Alta Smith y Ruby Dyer en un intento por aumentar la popularidad del Maine Coon. Durante 11 años, el CMCC realizó exhibiciones de gatos y exhibiciones de fotografías de la raza y se destaca por crear los primeros estándares de raza escritos para el Maine Coon.
Al Maine Coon se le negó el estatus de raza provisional, uno de los tres pasos necesarios para que una raza aún no reconocida por la CFA pueda competir en competencias de campeonato. La raza fue finalmente aceptada por la CFA en estado provisional el 1 de mayo de 1975 y fue aprobada para campeonatos el 1 de mayo de 1976. Las próximas dos décadas vieron un aumento en la popularidad del Maine Coon, con victorias en campeonatos y un aumento en las clasificaciones nacionales. En 1985, el estado de Maine anunció que la raza sería nombrada gato oficial del estado. En la actualidad el Maine Coon es la tercera raza de gatos más popular, según el número de gatitos registrados en la CFA.

## Galería

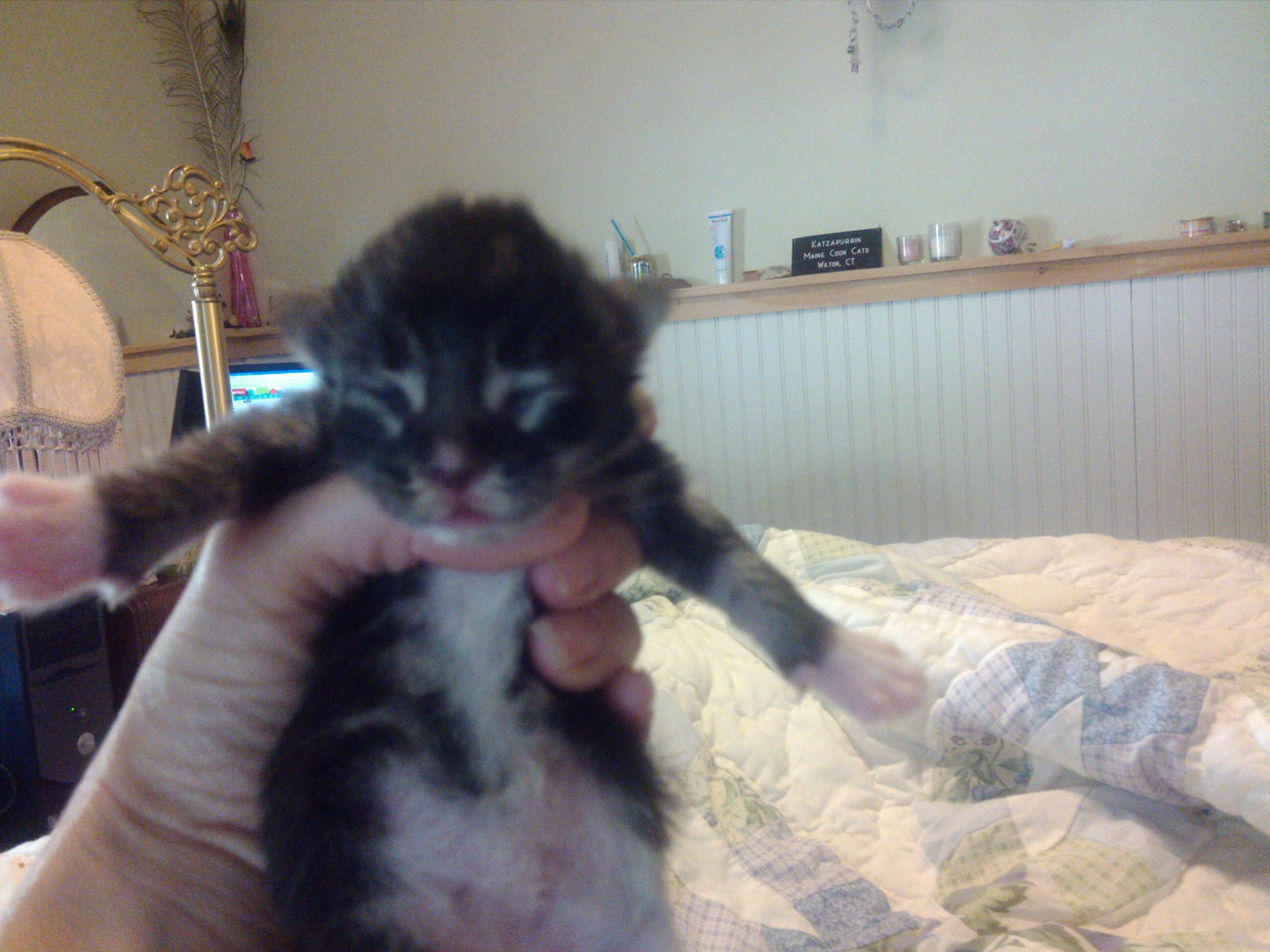
A los 3 días de nacido.
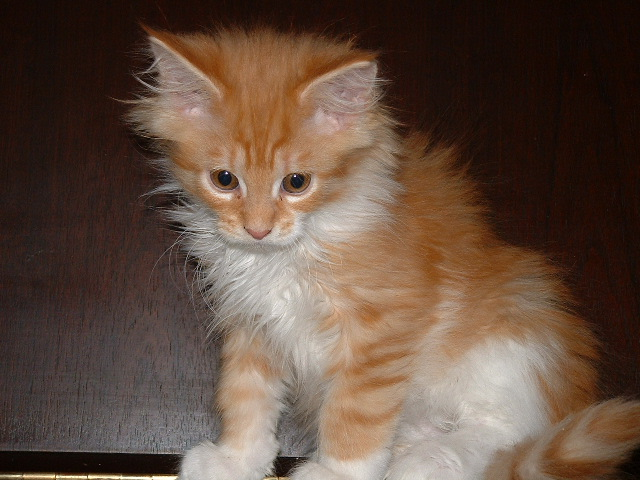
A los 2 meses de nacido.
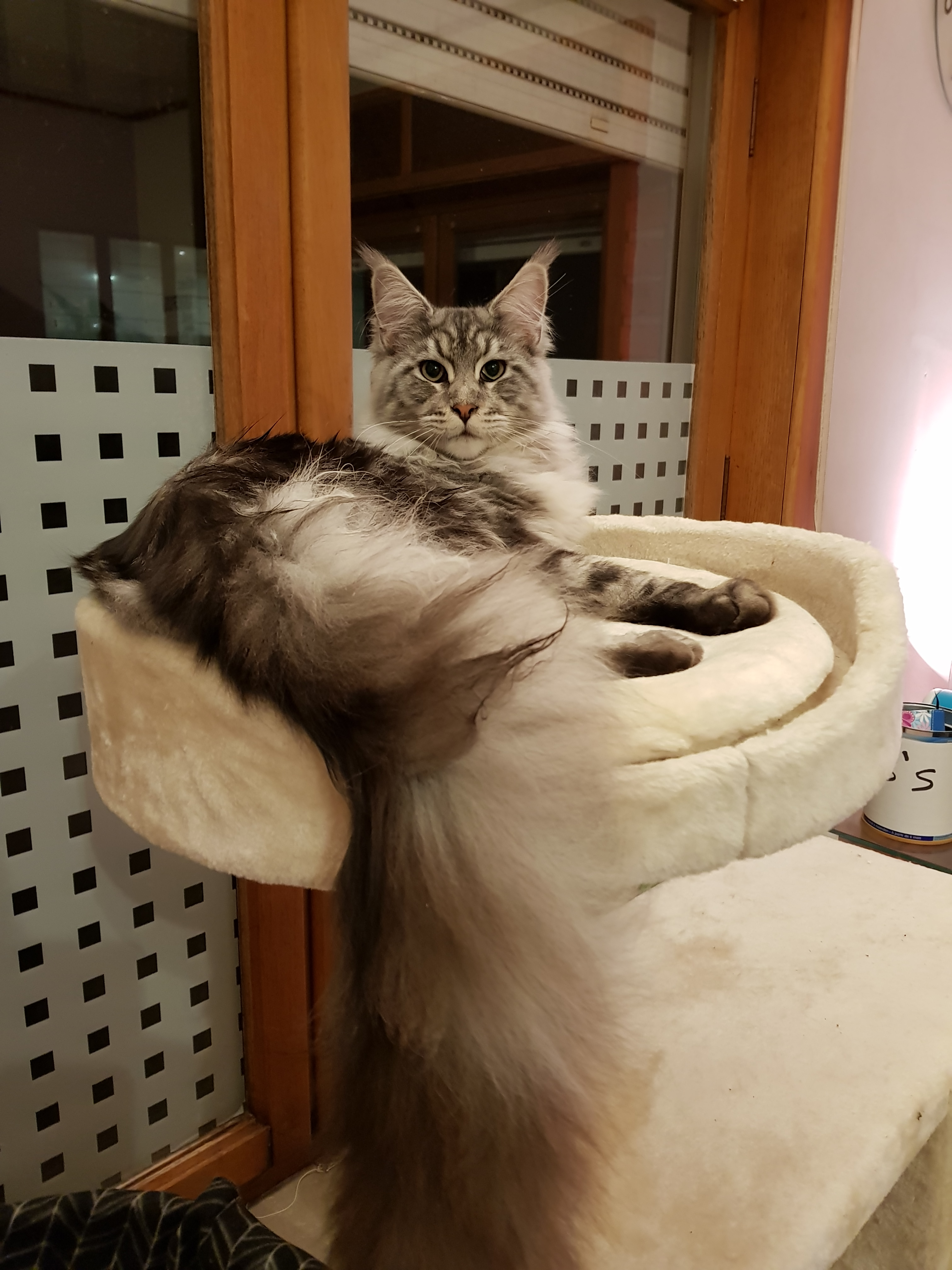
Macho de 7 meses.
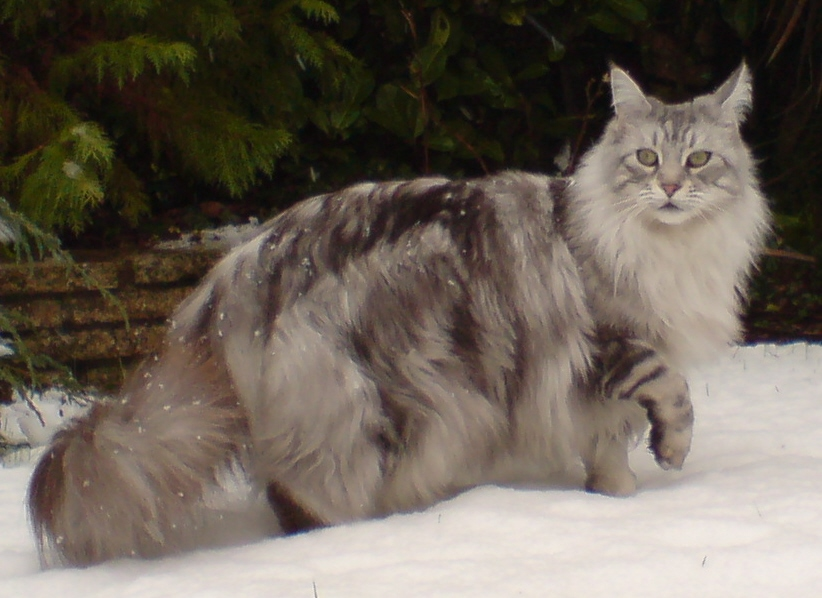
Atigrado plateado.
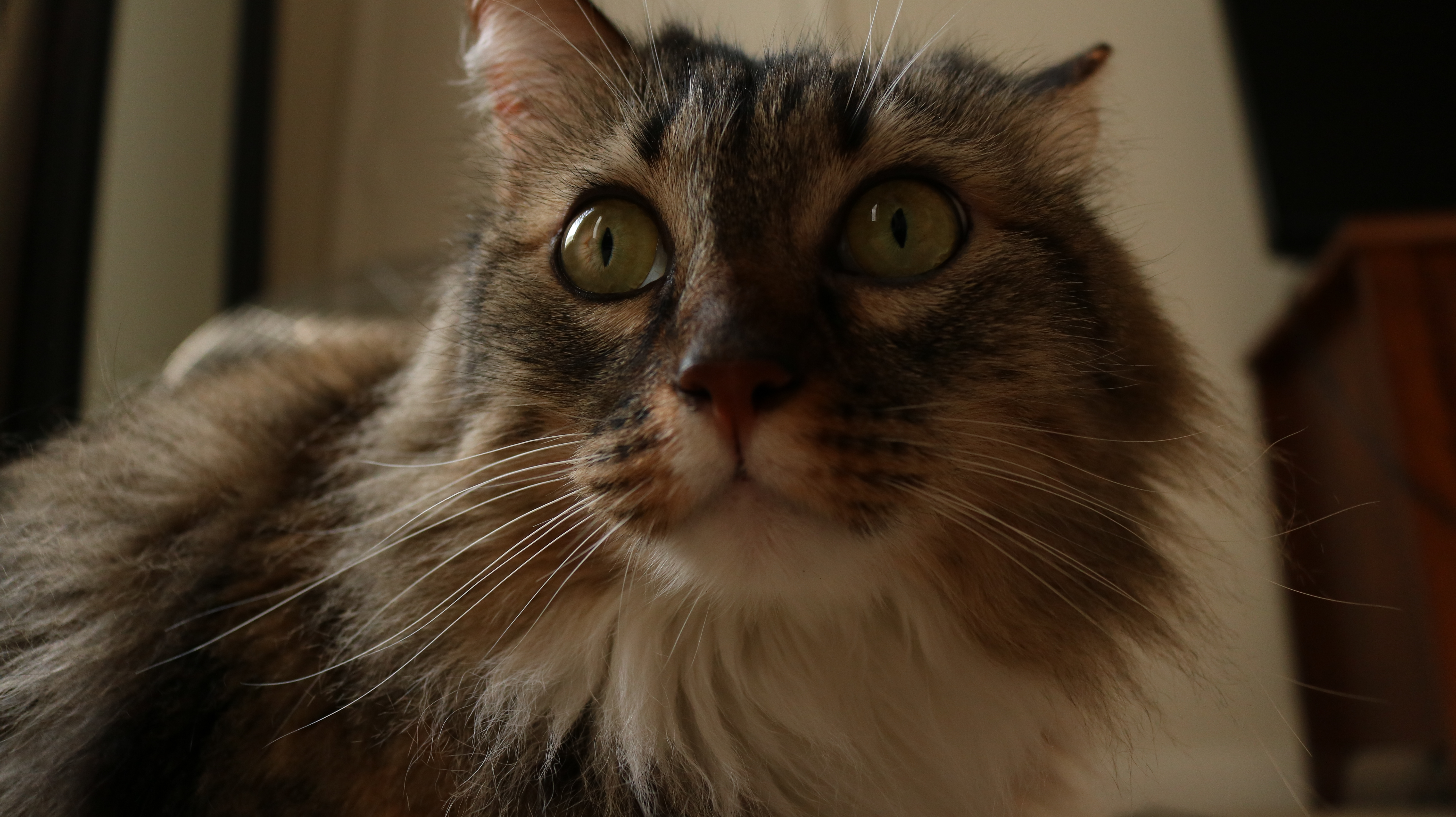
Hembra tabby marrón.
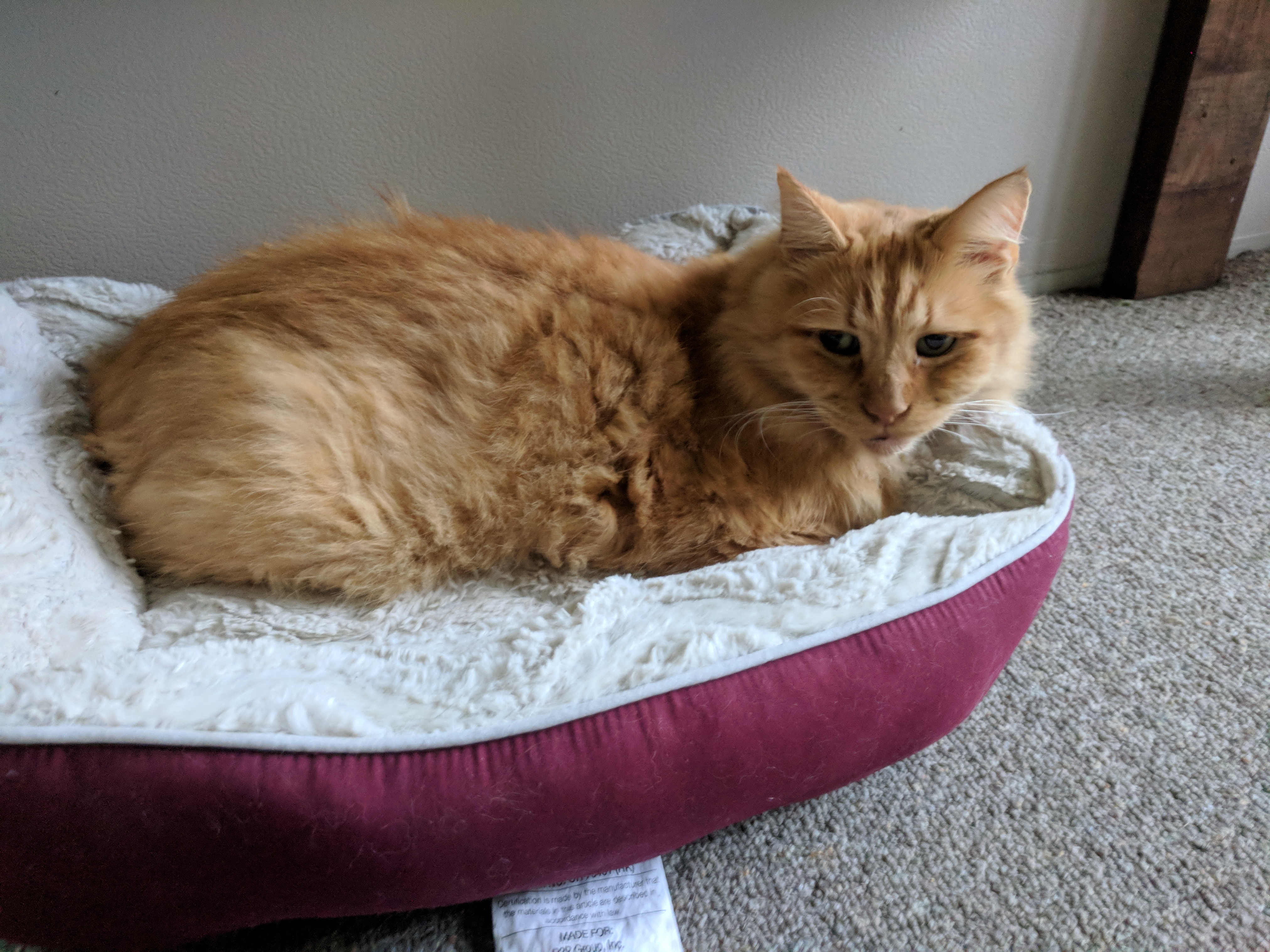
Atigrado de 13 años.
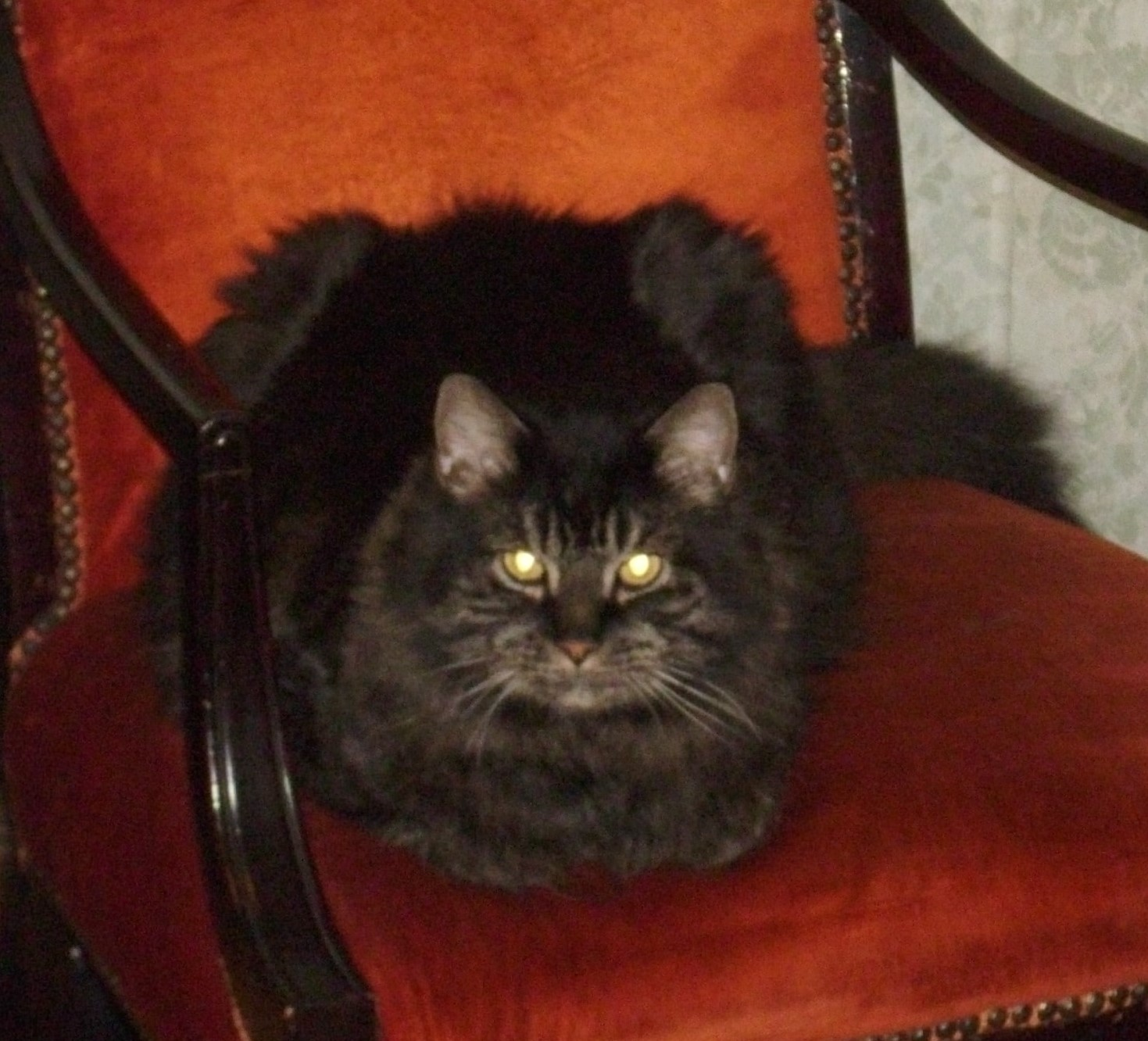
Macho de 17 años.